# Vårspindelskinn
Vårspindelskinn (Athelia neuhoffii) är en svampart som först beskrevs av Giacopo Bresàdola, och fick sitt nu gällande namn av Donk 1957. Vårspindelskinn ingår i släktet Athelia och familjen Atheliaceae.  Arten är reproducerande i Sverige. Inga underarter finns listade i Catalogue of Life.

## Källor

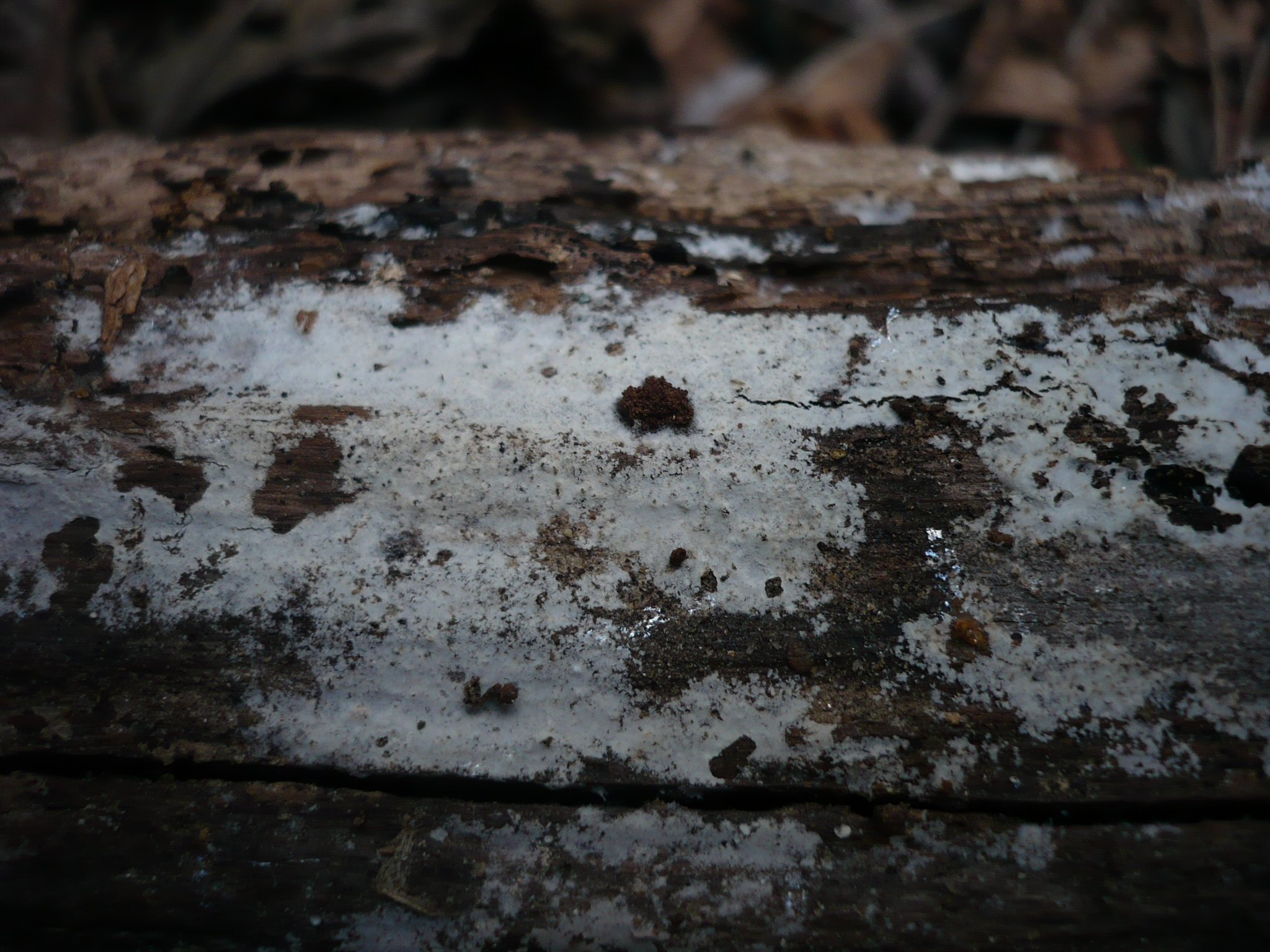
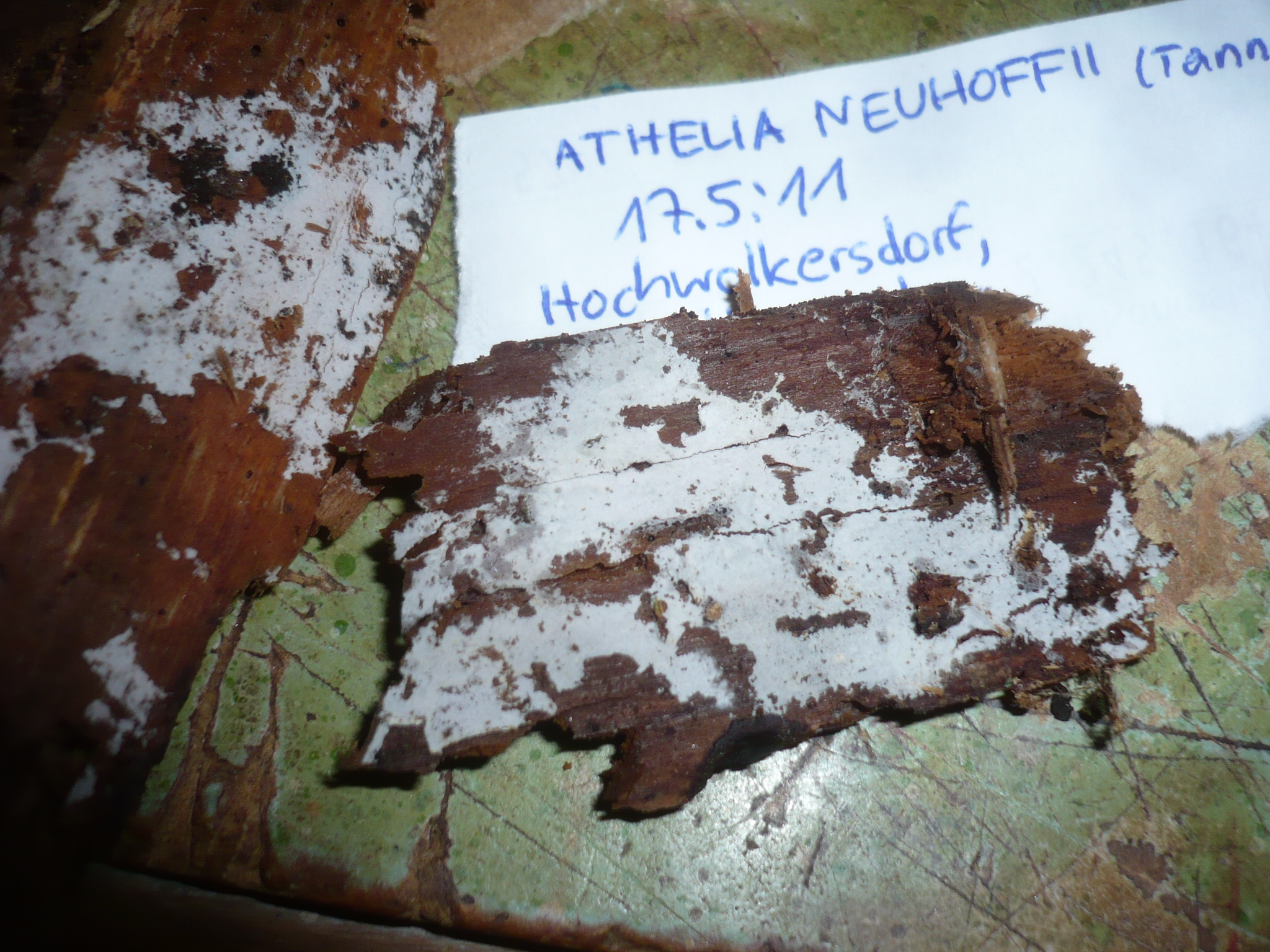
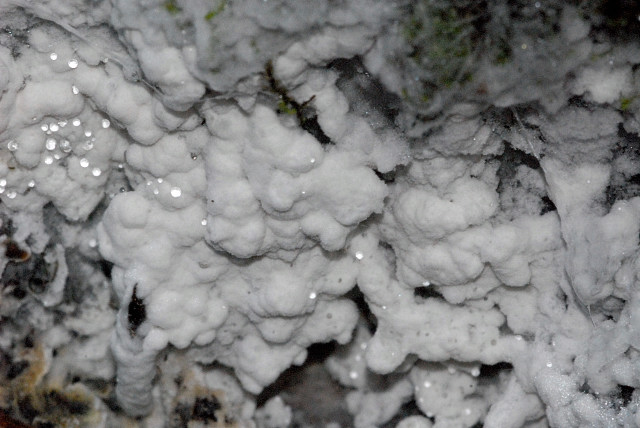
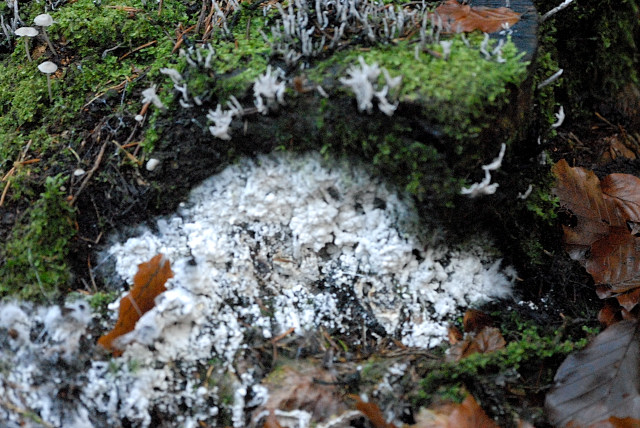